# Empiriocriticismo
El empiriocriticismo (o empirocriticismo) es una de las corrientes del positivismo filosófico. Fue creada por Richard Avenarius y continuada por Ernst Mach.
Según la RAE, el empirocriticismo se define como "tendencia filosófica del siglo XIX que se centra en el análisis crítico de la sola experiencia prescindiendo de cualquier consideración metafísica". Pretende llegar a una filosofía absolutamente científica mediante una epistemología que considera como ley fundamental del conocimiento la «economía del pensar», para hallar un concepto de «experiencia pura» limpio de todas las adherencias que se van encontrando en el dato empírico constituidas por hechos de orden físico y psíquico, uniendo en un monismo indistinto la experiencia interna y la externa. 
Lenin criticó esta doctrina como idealista en su obra Materialismo y empiriocriticismo (1909). Al hacerlo, criticaba también a Aleksándr Bogdánov, figura muy importante entre los bolcheviques. Bogdánov había publicado una obra sobre lo que llamaba "Empiriomonismo", donde trató de mezclar el marxismo con la filosofía de Ernst Mach, Wilhelm Ostwald, y Richard Avenarius.
- Datos: Q2733908